# Beata Sabina Straas
Beata Sabina Straas, eller Strass, även kallad Madame Åberg, födelseår okänt, död 1773, var Sveriges första professionella inhemska skådespelerska. Hon var den första svenska kvinna man känner till som uppträtt på en scen i Stockholm, och spelade i den första svenska originalpjäsen, som invigde den första svenska nationalteatern.  

## Bakgrund
Den första svenska truppen på Stora Bollhuset 1737 hade enbart manliga medlemmar, och dessa uppträdde även de närmaste åren i kvinnoroller. I ett brev från greve Carl Gustaf Tessin till hans fru framgår att man till försöksföreställningen den 25 maj 1737 hade engagerat två kvinnor att uppträda i två av de fyra kvinnorollerna i pjäsen. En av dessa avskedades snart för att hon inte ansågs kunna "föra sig eller tala", men den andra var Straas. Hon är den första kvinnliga skådespelaren, och även den första medlemmen av denna trupp över huvud taget, som namngetts i dokumenten.  
Hennes födelseår och ursprung är okänt, men det är känt att hon hade en bror som hette Jonas Eric Straas och som 1729 blev hovlakej. Själv hade hon varit anställd som kammarjungfru: först hos Josepha Pflueg eller Pflugk, som kom från Österrike och som var hovfröken 1708–1733, och sedan hos Antoinetta Dorotea Rindsmaul, gift med greve Otto Ludwig Ehrenrecih von Rindsmaul, som var kammarherre 1706–1726 och som vid sidan Plueg var den enda utlänningen som fick ett hovämbete vid det svenska hovet under karolinsk tid.
Hennes erfarenhet som kammarjungfru vid hovkretsarna kom henne väl till pass då hon senare skulle spela överklasskvinnor på scen: hon visste hur hon skulle uppträda i så kallade grande dame-roller. Aktören Hildon var hyresgäst i Rindsmauls hus, och det var möjligen genom honom hon kom i kontakt med teatern. År 1737 gifte hon sig med kammartjänare Anders Åberg, och hon är känd i rollistan som madame Åberg.

## Scenkarriär
Det var Beata Straas som spelade den kvinnliga huvudrollen, Lotta Enterfelt, mot Johan Palmberg i den berömda pjäsen "Den Svenska Sprätthöken" av Carl Gyllenborg vid dess premiär i teatern i Stora Bollhuset år 1737, en föreställning som öppnade den första svensktalande nationalteatern i Sverige. Hon spelade sedan huvudrollerna i Fru Melinda i "Den otacksamme" 1738, Ramborg i "Den afvundsjuke" i juni 1738, och möjligen även huvudrollen i Brynhilda i februari 1739.   
Greve Tessin ger omdömet att hon hade en graciös oblyghet, en upptvättad dräkt, välformade fötter och en hållning som var bättre än de tyska aktrisernas men sämre än de franskas - han tillägger också att hon hade en naturlig begåvning och att hennes debut hade varit lyckad.
I juni 1737 anställdes ytterligare två kvinnor vid Bollhusteatern. Enligt källan, den brittiske ambassadören Finch, var dessa första svenska skådespelare "studenter, skrivare och kammarjungfrur". Uppgifterna om dessa första skådespelare är ofta bristfälliga, särskilt om de kvinnliga, och deras antal är osäkert. De två andra aktriser som anställdes i juni 1737 var jungfru Wijkman och jungfru Lund, som spelade kvinnliga biroller 1737–1739 och om vilka uppgifterna är osäkra. Den förra tros ha varit Magdalena Wikman eller Wickman, kammarjungfru hos Magnus Julius De la Gardies familj 1735, och den senare en av systrarna Cornelia eller Christina Lund, tjänsteflickor hos hovmarskalk von Düben. Ingen av dem nämns efter 1739; Magdalena Wikman finns antecknad som husmor vid rasp- och Spinnhuset 1745.

## Senare liv
År 1738 stängdes teatern, och även om den öppnade igen 1739, var dess framtid osäker och skådespelarna hade det ekonomiskt svårt. Hon avgick samma år från scenen för att tillsammans med maken driva ett kaffehus. År 1744 anställdes maken som hovmästare och Straas som åldfru vid kronprinsparets hov, och kvarstod där till sin död. Det är osäkert om lakejen och senare ekonomimästaren Jonas Åberg, som blev far till Inga Åberg och Gustaf Åbergsson, var deras son.